# Однажды на лошади…
«Однажды на лошади…» англ. Once Upon a Horse... — американский комедийный вестерн 1958 года режиссёра Хэла Кантера, который «использовал сатирический, фарсовый тон во всем фильме» и в прологе указал:

Дикий Запад… в те времена были люди сильные, смелые, дерзкие и грубые. Эта картина не о ком-то из этих людей. Это примерно… примерно… примерно полтора часа, так что снимай обувь и расслабься.

## Сюжет
Дэн и Док — невезучие бандиты. Сбежав из тюрьмы — они туда попал из-за драки с братьями местной девушки Бьюлы, которые заставляли Дока жениться на ней, чего Дэн никак не мог допустить — нужно спасать друга от жизни подкаблучника, и ведь тогда он останется один — они решают пойти на дело, их план: угнать стадо скота и продать его, а на вырученные деньги они откроют свой салун, перейдут к законной жизни… ну, может быть.
Несмотря на некоторую путаницу, им на удивление удаётся угнать стадо, переклеймить каждую корову, и даже — о везение! — удаётся загнать это стадо в пустующие загоны для скота в городе Пустой Кубок, штат Колорадо. Но тут приходит беда: нужно продать стадо, а рынок говядины как назло рухнул. Скот продается по цене 1 цент за фунт, а кормить стадо стоит 2 цента за фунт.
Это заставляет Дэна и Дока отчаянно пытаться выбраться из города. Но шериф Грэнвилл «Бабуля» Дикс полон решимости сделать так, чтобы они никуда не ушли … по крайней мере, без скота. И он даже не поверит, что они украли стадо — ну кто будет угонять скот во времена такой низкой цены на говядину? Шериф даже нанимает четырёх ковбоев, чтобы присматривать за Дэном и Диком.
Неожиданно появляется владелица местного салуна Эмити Бэбб, покупать стадо она не собирается, но готова одолжить им на прокорм скота деньги, с процентами, конечно. Эта женщина никогда не проигрывает в покер и правит городом (и своим любовником шерифом), и специально сымитировала кражу своего стадо этой парой детотёп, чтобы таким образом создать дефицит и повысить снизившуюся в штате цену на говядину, а потом, вернув стадо самой продать его втридорога.
Герои пытаются сбежать любыми возможными способами, и даже угоняют поезд, но врезаются на нем в здание вокзала, вызывая массовую перестрелку по всему городу. Эмити заявляет, что они должны ей почти 4000 долларов только в виде процентов, которые они могут погасить, работая на ранчо. В суматохе спора Дэн понимает, что Эмити влюбилась в него, и хочет заманить в ловушку чтобы он женился на ней.
В этот момент в город прибывает Бьюла со своими братьями и прихваченным священником, которые уже несколько недель разыскивают Дока, чтобы всё-таки заставить его жениться на ней. Эмити объявляет, что состоится сразу две свадьбы. Когда священник спрашивает, есть ли у кого возражения против барка, шериф и братья Бьюлы наводят пистолеты на Дэна и Дока, гарантируя их согласие.

## В ролях
- Дэн Роуэн — Дэн
- Дик Мартин — Док
- Марта Хайер — Эмити Бэбб
- Лейф Эриксон — шериф Грэнвилл «Бабуля» Дикс
- Нита Талбот — мисс Довери
- Джон Макгивер — мистер Тэрп
- Дэвид Барнс — Бруно де Груин
- Дик Райан — Генри Дик Корелл
- Джеймс Глисон — почтальон

А также:
В роли Бьюлы практически случайно снялась Ингрид Гуд — Мисс Швеция 1956 года, она в то время жила в Лос-Анджелесе где судилась с промоутерами конкурса (ей отказывали в контракте как не достигшей 21 года), для роли она впервые одела боксёрские перчатки и специально тренировалась в Лос-Анджелеском спортивном клубе.
В роли Бэна и его брата — братья, профессиональные боксёры Макс Бэр и Бадди Бэр.
В роли отряда нанятых шерифом ковбоев — звёзды жанра вестерн актёры Роберт Ливингстон, Том Кин и Кермит Мэйнард.
В роли кузнеца — тяжелоатлет Пол Андерсон, олимпийский чемпион, сильнейший человек в Америке.
В небольшой не указанной в титрах роли — танцовщицы в салуне — Мэри Тайлер Мур, это её вторая роль в кино.
В небольшой не указанной в титрах роли — горожанина — Том Кеннеди.

## Критика
Историк кино Леонард Малтин дал фильму 2,5 звезды из 4 возможных — это был довольно успешный комедийный вестерн, ряд шуток которого стали «крылатыми», интересный как игрой кинозвезды Марты Хайер, которая «восхитительна, как Эмити Бэбб, женщина с телом для соблазна и умом для бизнеса», так и исполнителями ролей — неактёрами (боксёры, тяжелоатлет и Мисс Швеция), и, конечно, главным образом — парой тогда ещё малоизвестных комиков Роуэна и Мартина, это их дебют в кино, спустя десять лет они запустят свой хитовый телесериал «Смех-В»:

Культовые комики Роуэн и Мартин дебютировали в этом фарсовом взгляде на вестерн. Сюжет был просто структурой для шуток, многие из которых были действительно смешными.— Once Upon a Horse Reviews // TvGuide